# Кубок африканських чемпіонів 1986
Кубок африканських чемпіонів 1986 — 22-й розіграш турніру, що проходив під егідою КАФ. Матчі проходили з квітня по 21 грудня 1986 року. Турнір проходив за олімпійською системою, команди грали по два матчі. Усього брали участь 38 команд. Чемпіонський титул удруге здобув єгипетський клуб «Замалек» із Гіза.

## Попередній раунд
| Команда 1                | Заг.  | Команда 2      | 1-й матч | 2-й матч |
| ------------------------ | ----- | -------------- | -------- | -------- |
| Пантерес Нуарес          | 5:1   | Вагад          | 3:0      | 2:1      |
| Ліолі                    | 2:7   | Маджі Маджі    | 2:3      | 0:4      |
| Манзіні Вондерерз        | 3:6   | Сотема         | 1:3      | 2:3      |
| СКАФ Токагес             | 6:2   | Ювеніл Реєс    | 4:1      | 2:1      |
| Етуаль Філант (Уагадугу) | т. п. | Ксар           | —        | —        |
| Інтер (Бісау)            | т. п. | Іст Енд Лайонс | —        | —        |

Примітки
1. ↑  «Ксар» знявся з турніру.
2. ↑  «Іст Енд Лайонс» знявся з турніру.

## Перший раунд
| Команда 1              | Заг.           | Команда 2                 | 1-й матч | 2-й матч |
| ---------------------- | -------------- | ------------------------- | -------- | -------- |
| Канон                  | 3:2            | Прімейру де Маю (Бенгела) | 3:0      | 0:2      |
| АСФОСА                 | 0:4            | Нью Нігерія Банк          | 0:2      | 0:2      |
| Кенія Бревер'єс        | 1:2            | Аддіс-Абебу               | 0:0      | 1:2      |
| ФК 105 Лібревіль       | 1:2            | СКАФ Токагес              | 1:0      | 0:2      |
| Аль-Дахра (Триполі)    | 2:3            | Кампала Сіті Коунсіл      | 2:1      | 0:2      |
| СКА «Жанна д'Арк»      | 0:2            | МАС Фес                   | 0:0      | 0:2      |
| Гартс оф Оук           | 2:1            | Воллідан                  | 2:0      | 0:1      |
| Горойя                 | 5:3            | Інвінсібл Елевен          | 4:0      | 1:3      |
| Інтер Стар             | 3:2            | Чінкунку                  | 2:1      | 1:1      |
| Тізі-Узу               | 6:1            | Етуаль Філант (Уагадугу)  | 5:0      | 1:1      |
| Нкана Ред Девілз       | 5:3            | Сотема                    | 4:1      | 1:2      |
| Замалек                | 6:2            | Пантерес Нуарес           | 5:1      | 1:1      |
| ФАР                    | т. п.          | Інтер (Бісау)             | —        | —        |
| Дайнамоз               | 7:1            | Маджі Маджі               | 5:1      | 2:0      |
| Аль-Меррейх (Омдурман) | 2:2            | Есперанс (Туніс)          | 2:1      | 0:1      |
| Африка Спортс          | 1:1 (пен. 4:3) | Рекен де л'Атлантік       | 1:0      | 0:1      |

Примітки
1. ↑  «Інтер» знявся з турніру.
2. ↑  «Маджі Маджі» після першого матчу знявся з турніру.

## Другий раунд
| Команда 1            | Заг.           | Команда 2        | 1-й матч | 2-й матч |
| -------------------- | -------------- | ---------------- | -------- | -------- |
| МАС Фес              | 1:3            | Канон            | 1:0      | 0:3      |
| Аддіс-Абебу          | 0:0 (пен. 3:4) | Нкана Ред Девілз | 0:0      | 0:0      |
| СКАФ Токагес         | 1:7            | ФАР              | 0:1      | 1:6      |
| Горойя               | 1:4            | Гартс оф Оук     | 1:2      | 0:2      |
| Кампала Сіті Коунсіл | 2:3            | Інтер Стар       | 1:1      | 1:2      |
| Замалек              | 4:1            | Дайнамоз         | 2:1      | 2:0      |
| Тізі-Узу             | 2:2            | Есперанс (Туніс) | 2:1      | 0:1      |
| Африка Спортс        | 5:2            | Нью Нігерія Банк | 5:0      | 0:2      |

## Фінальний етап

### Чвертьфінал
| Команда 1        | Заг. | Команда 2        | 1-й матч | 2-й матч |
| ---------------- | ---- | ---------------- | -------- | -------- |
| Канон            | 2:1  | ФАР              | 2:0      | 0:1      |
| Нкана Ред Девілз | 3:1  | Гартс оф Оук     | 2:0      | 1:1      |
| Інтер Стар       | 1:3  | Замалек          | 1:0      | 0:3      |
| Африка Спортс    | 2:2  | Есперанс (Туніс) | 1:0      | 1:2      |

### Півфінал
| Команда 1        | Заг. | Команда 2     | 1-й матч | 2-й матч |
| ---------------- | ---- | ------------- | -------- | -------- |
| Нкана Ред Девілз | 1:1  | Африка Спортс | 1:1      | 0:0      |
| Канон            | 2:3  | Замалек       | 2:1      | 0:2      |

## Фінал
| 28 листопада 1986 |

| Замалек       | 2:0      | Африка Спортс |
| ------------- | -------- | ------------- |
| Юнез 45', 49' | Протокол |               |

| «Міжнародний стадіон», Каїр Глядачів: 75 000 |

| 21 грудня 1986 |

| Африка Спортс | 2:0      | Замалек                                                    |
| ------------- | -------- | ---------------------------------------------------------- |
|               | Протокол |                                                            |
|               | Пенальті |                                                            |
|               | 2:4      | Толба · Абдель-Хамід · Гелмі · Хамада Аблель-Латіф · Касем |

| Стадіон імені Робера Шампру, Абіджан Глядачів: 27 000 |

| Чемпіон Кубка африканських чемпіонів 1986 [[Файл:Flag of Egypt.svg\|border\|border\|100px\|Єгипет]] Замалек (2-й титул) |